# Dorfkirche Roßdorf

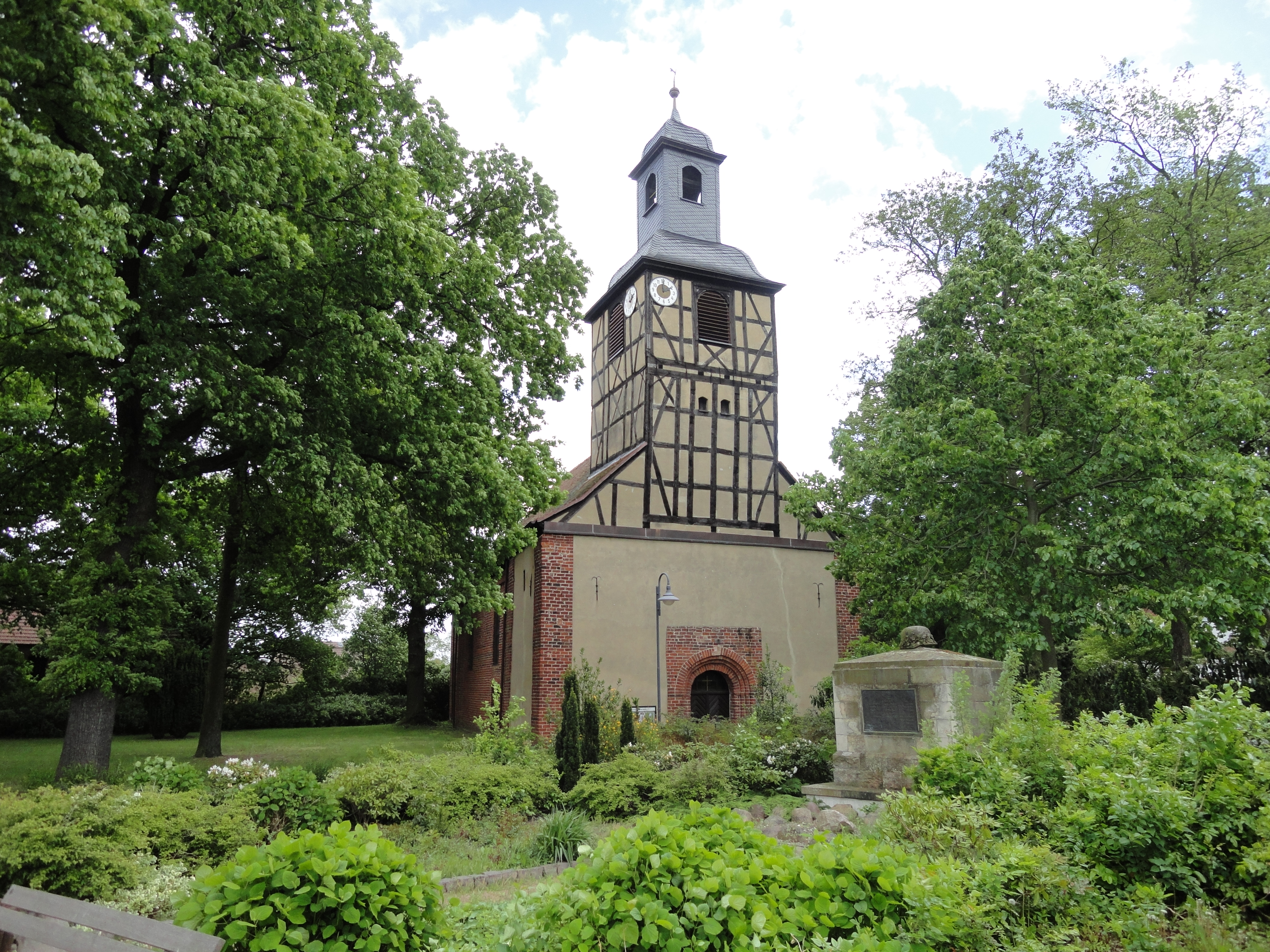
Dorfkirche – Straßenansicht

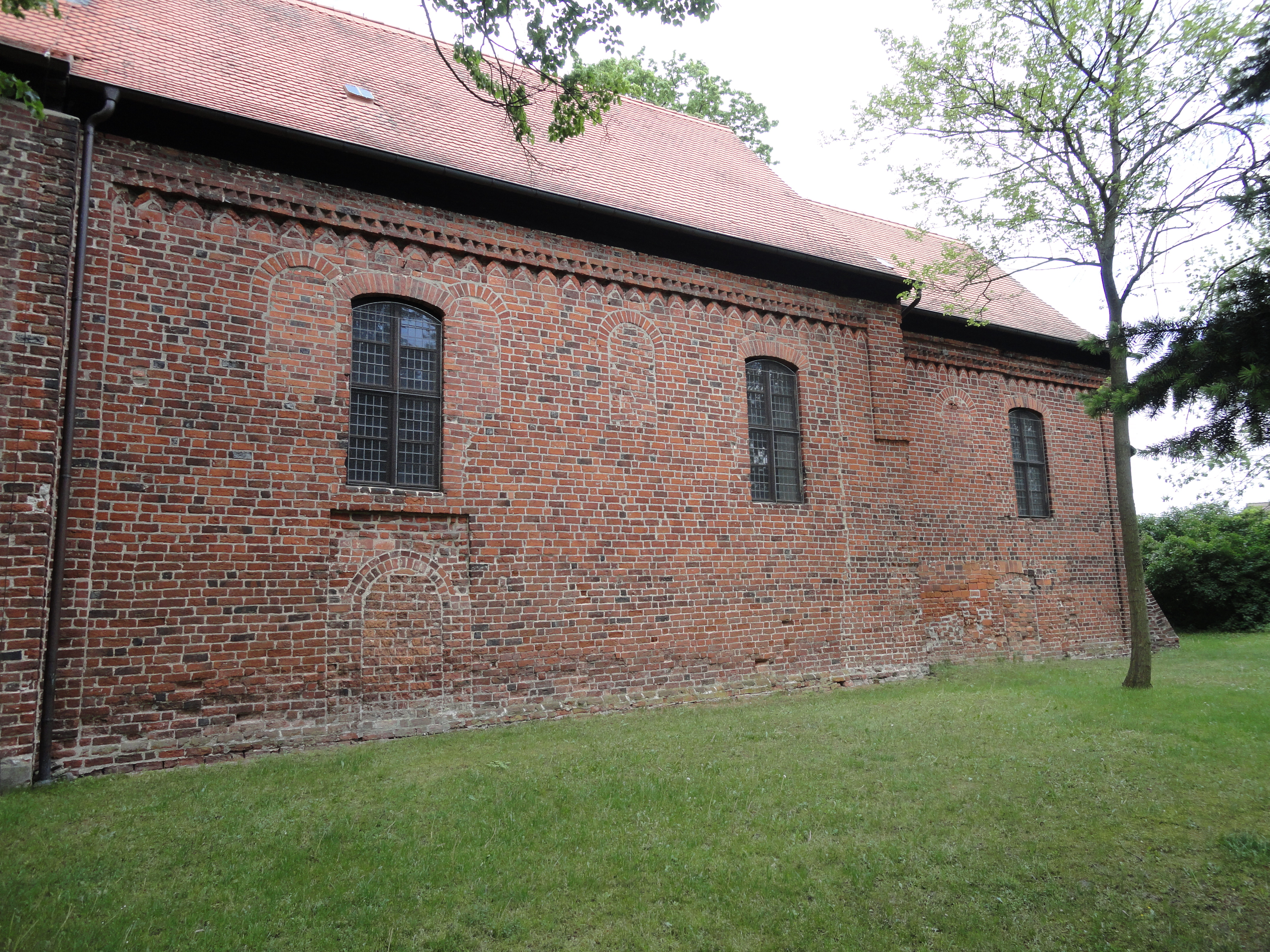
Südseite mit Schmuckfries und vermauerten Rundbogenfenstern

Die Dorfkirche in Roßdorf ist ein evangelisches Kirchengebäude in Roßdorf, einem Ortsteil der Stadt Jerichow im Landkreis Jerichower Land in Sachsen-Anhalt. Die romanische Backsteinkirche mit barockem Turmaufsatz befindet sich in der Mitte des Dorfes inmitten des alten Friedhofes und ist das Wahrzeichen des Dorfes.

Die Gemeinde gehört zum Kirchspiel Stremme im Kirchenkreis Elbe-Fläming der Evangelischen Kirche in Mitteldeutschland.

## Geschichte
Die Kirche ist romanischen Ursprunges und wurde um 1200 unter starkem Einfluss der Stiftskirche Jerichow erbaut. Über dem Turm, der vermutlich im Mittelalter nicht vollendet wurde, errichtete man um 1715 einen barocken Fachwerkturm mit geschweifter Haube und offener Laterne. Parallel wurde der Innenraum neu gestaltet.

## Beschreibung und Ausstattung

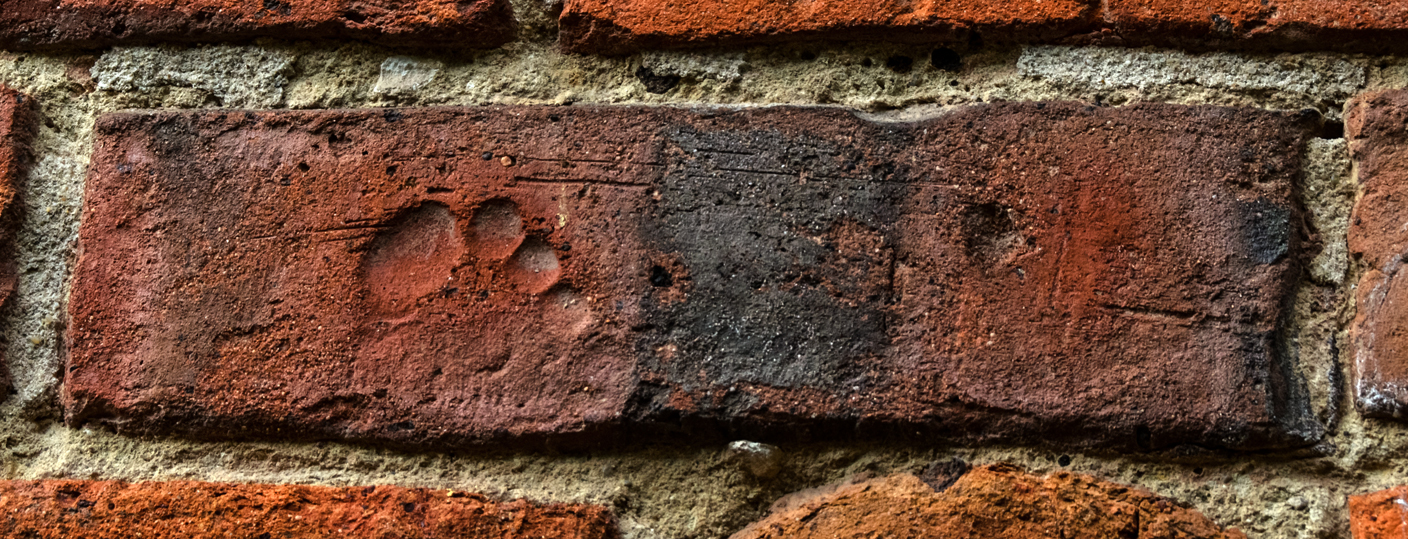
Fehlbrandziegel mit Fußabdruck („Glücksstein“)

Der gut erhaltene stattliche vierteilige Backsteinbau ist durch Lisenen und verschiedene Schmuckfriese, wie Deutsches Band, Rundbogen-, Kreuzbogen- und Rautenfries reich gegliedert. Trotz mehrfacher baulicher Veränderungen ist der über 800-jährige romanische Grundaufbau mit Westquerturm, Schiff, Chor und Apsis noch deutlich erkennbar. Eine Baunaht zwischen Chor und Schiff zeugt davon, dass wohl zuerst die Ostteile, dann der Turm und erst zuletzt die Schiffswände von West nach Ost errichtet worden waren.
Die meisten Rundbogenöffnungen sind jetzt vermauert. Gut erhalten ist das Stufenportal des Haupteinganges mit seinen Rundbögen in der Westfront des Turmes. Die Stichbogenfenster des Kirchenschiffs und die Rechteckportale entstanden erst während der Arbeiten am Turm in der Barockzeit.

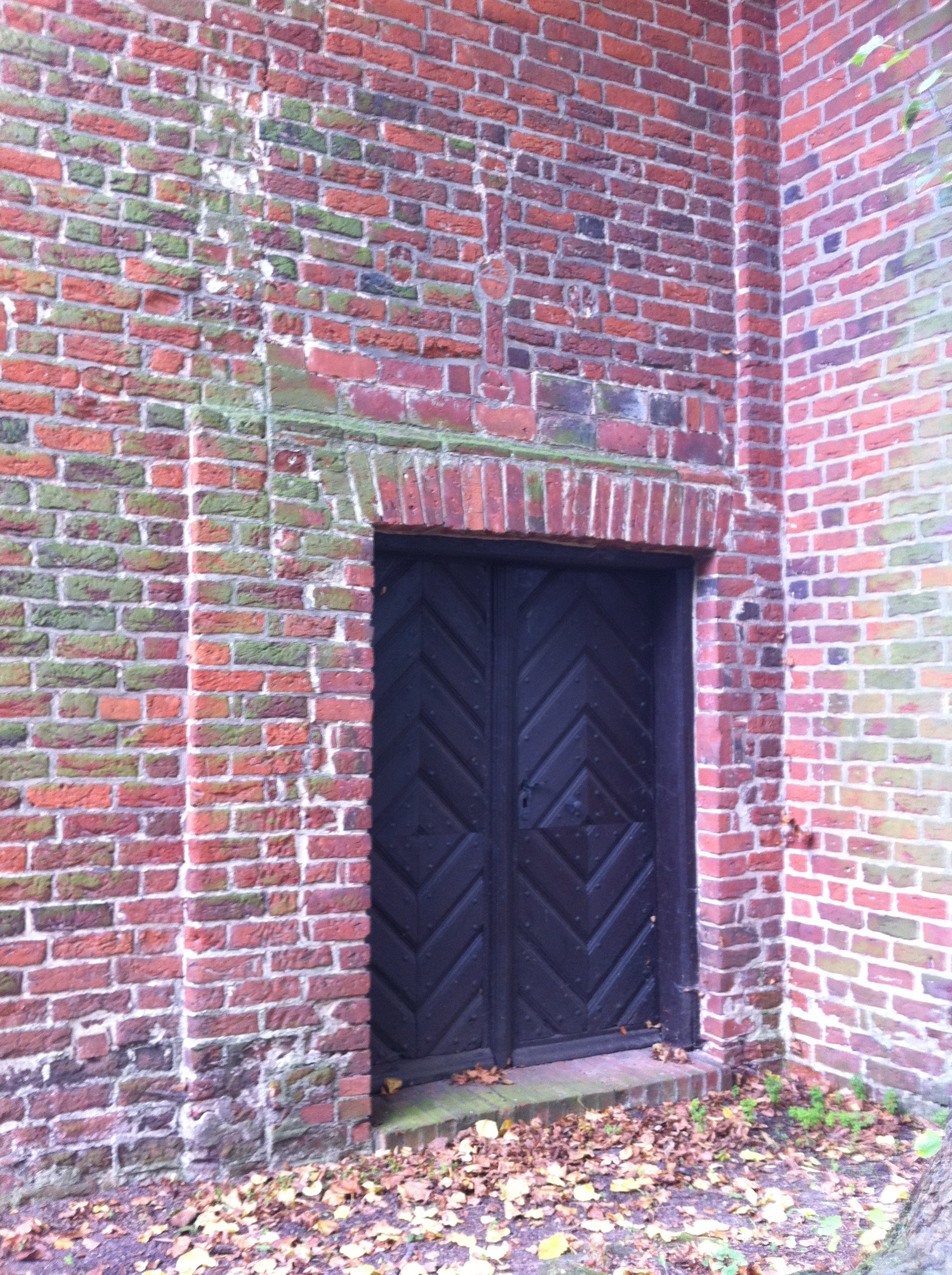
Priesterpforte mit Tatzenkreuz

Über der Priesterpforte an der Nordseite befindet sich ein romanisches Tatzenkreuz aus eingelegten Ziegeln. Das Turmuntergeschoss öffnet sich in 3 Arkaden gegen das Schiff, wovon die mittlere spitzbogig ausgeführt ist.
Über den Innenraum, der in der 2. Hälfte des 17. Jahrhunderts neu ausgestaltet wurde, spannt sich ein hölzernes Muldengewölbe. An den Wänden finden sich Weihekreuze und Ornamente. An der Nordempore zeigt ein Gemälde Christus als Weltbeherrscher mit sieben Aposteln. Über der Priesterpforte finden sich Fragmente eines Wandgemäldes – wahrscheinlich Christus und Nikodemus – die zusammen mit den als Triumphbogen ausgebildeten gestuften Rundbögen des Chorraumes einen Eindruck vom Erscheinungsbild des Innenraumes im Mittelalter geben.
Der gemauerte Altartisch im Altarraum ist mit einem barocken Holzaufbau mit der Stifterinschrift von 1678 und Gutswappen versehen. Der Altaraufbau wurde 1859 aus Karow gekauft und noch im gleichen Jahr vom Maler G. Braumann aus Magdeburg neu gefasst. Das Altarblatt ist mit einer italienischen Ruinenlandschaft versehen und enthält an den Seiten Säulen. In den Flügelstücken stehen die Figuren des Moses und Johannes des Täufers. In der Predella ist das Heilige Abendmahl dargestellt.
Drei bemalte Holzfiguren des früheren Altars, um 1600 datiert, sind im Kreisheimatmuseum Genthin zu besichtigen.
Der achteckige gotische Taufstein von einem Meter Durchmesser besteht aus Sandstein. Das von Jakob Bolike gestiftete Messingtaufbecken stammt aus dem Jahre 1655 und enthält im Fond ein getriebenes lateinisches Kreuz. Im Chorraum befindet sich eine Gedenktafel der Gefallenen der napoleonischen Kriege.
Die Kanzel besteht aus Holz mit toskanischen Ecksäulen und ist mit Malereien der schreibenden Evangelisten mit ihren Symbolen versehen. Gegenüber der Kanzel hängt ein Triumphkruzifix aus dem 15. Jahrhundert, das als Ausstattung der alten Pfarrkirche in Genthin übernommen wurde.
Die Orgel mit einfachem, schlichten Prospekt wurde von der Orgelbaufirma G.Voigt aus Halberstadt im Juli 1861 aufgestellt. Nachdem sie lange Zeit nicht spielbar war, wurde sie im Zeitraum von 2006 bis 2010 in mehreren Schritten aufwändig restauriert.
Von den ursprünglichen drei Glocken von 1300 sind heute noch zwei erhalten. Die kleinste und die mittlere Glocke musste im Zweiten Weltkrieg abgegeben werden, die mittlere tauchte wieder auf, die kleinste blieb verschollen. Die Glocken tragen die Inschrift:

„+O REX GLORIE CHRISTE VENI CUM PACE 
 O König der Ehren, Christus komme mit Frieden.“

In den Jahren nach 1945 konnte die Kirche mit vielen Mühen trotz zahlreicher Bauschäden erhalten werden. Dennoch wurde 1983 das Gotteshaus wegen Baufälligkeit geschlossen. 1984 wurde der Kirchturm mit Hilfe eines Spendenaufrufes der Roßdorfer Bürger im Fachwerkstil erneuert.
1991 wurde das Dach des Kirchenschiffs gedeckt und am 24. Dezember 1992 fand nach eineinhalbjähriger Bauzeit die Wiedereinweihung des 700-jährigen Gotteshauses statt. Die über 100 Jahre alte Kirchturmuhr wurde im Jahr 1997 repariert.
2001 konnten am Kirchturm weitere erhaltende Baumaßnahmen durchgeführt werden, so die Schieferdeckung des Turmes und die Restaurierung des Fachwerkes. Für die Glocken wurde ein elektrisches Läutwerk eingebaut und 2003 neue Schallluken angebracht.